# 앨리스 (1988년 영화)
《앨리스》(Neco z Alenky, Alice)는 독일(구 서독)에서 제작된 얀 슈반크마예르 감독의 1988년 판타지, 애니메이션 영화이다. 크리스티나 코호토바 등이 주연으로 출연하였다.

## 출연

### 주연
- 크리스티나 코호토바
- 카밀라 파워

## 기타
- Ass-PD: 폴 매든